# Caroline von Humboldt

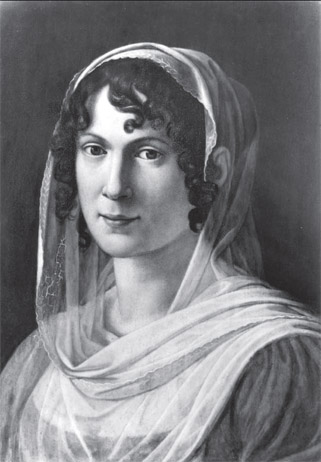
Caroline von Humboldt

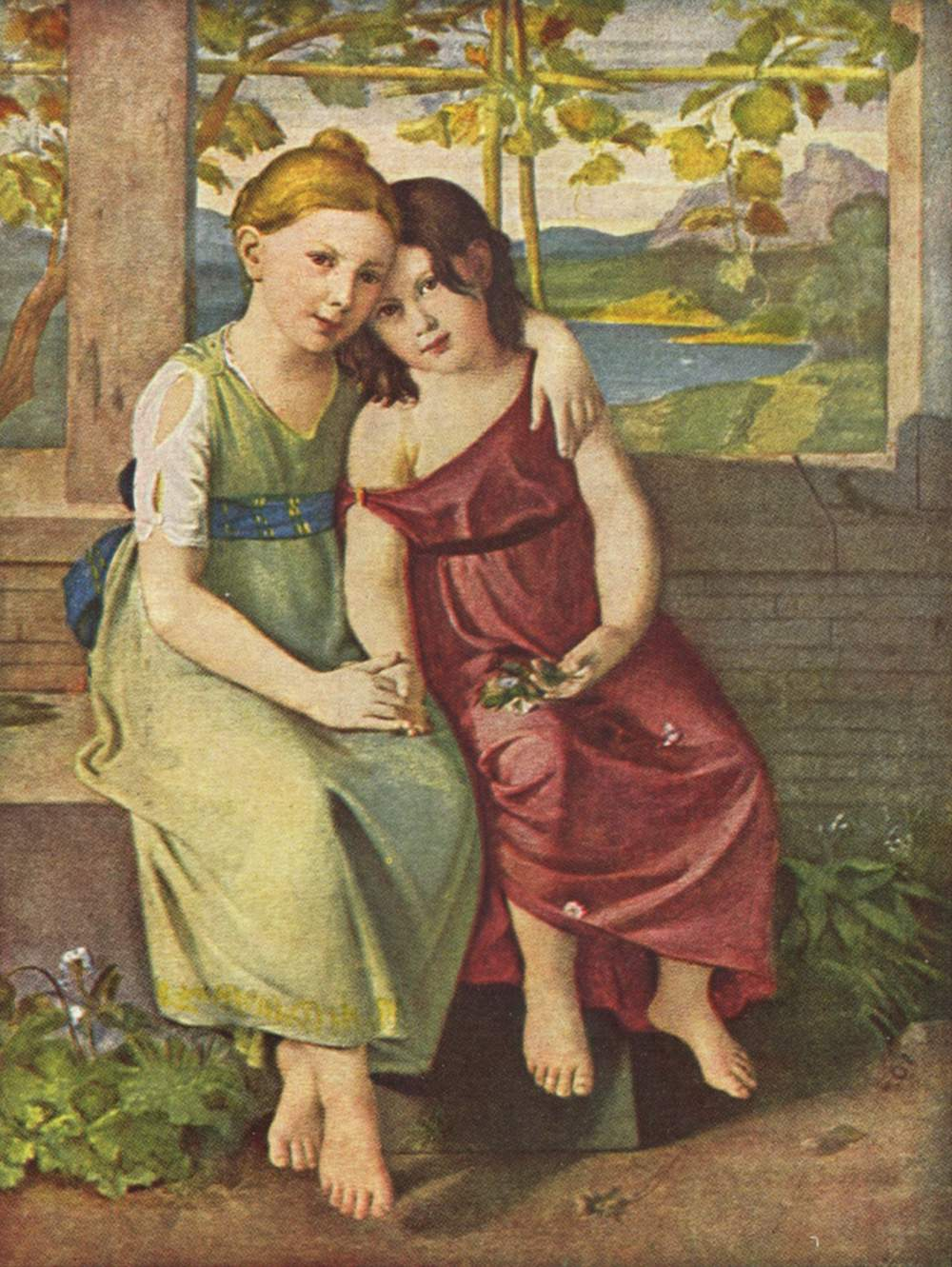
Adelheid und Gabriele von Humboldt von Gottlieb Schick, 1809

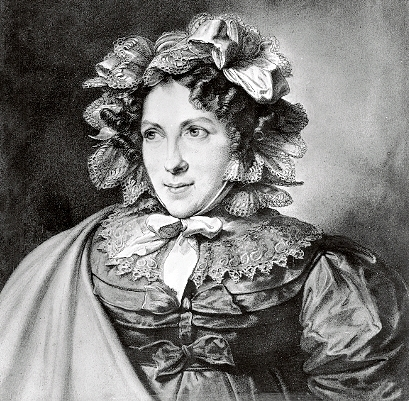
Caroline von Humboldt, Lithographie von Wilhelm Wach

Caroline von Humboldt (* 23. Februar 1766 in Minden; † 26. März 1829 in Berlin), geborene Carolina Friederica von Dacheröden, war die Tochter des preußischen Kammerpräsidenten Karl Friedrich von Dacheröden und die Ehefrau des Gelehrten Wilhelm von Humboldt.

## Leben
Caroline von Humboldt stammte aus einer alten Thüringer Adelsfamilie. Sie war die Tochter des preußischen Kammerpräsidenten Karl Friedrich von Dacheröden (1732–1809) und seiner Frau Ernestine Friderike von Hopfgarten († 1. Mai 1774). Ihr einziger Bruder Ernst Ludwig Wilhelm von Dacheröden starb 1806 kinderlos. Sie selbst wuchs in Erfurt und auf den elterlichen Gütern in Burgörner und Auleben auf. Jugendfreundinnen waren Caroline von Wolzogen, die zeitlebens eine ihrer besten Freundinnen war, und deren Schwester Charlotte von Lengefeld, die spätere Ehefrau Friedrich Schillers.
Am 29. Juni 1791 heiratete sie Wilhelm von Humboldt in Erfurt.
Sie führten eine unkonventionelle Ehe mit beiderseitigen Freiheiten. Mehrmals lebten sie einige Jahre getrennt, aber ab 1819 wieder gemeinsam auf dem Humboldt’schen Familiengut Schloss Tegel.
Zu Beginn ihrer Ehe (1794–1797) wohnten sie in Jena in unmittelbarer Nähe zu den Schillers.
Bedingt durch die beruflichen Tätigkeiten ihres Mannes, teils aber auch aus eigenem Antrieb, lebte sie mehrere Jahre in Paris (1797–1801, 1804), Rom (1802–1803, 1805–1810, 1817–1819) und Wien (1810–1814), wo ihr Haus immer bald zu einem gesellschaftlichen Mittelpunkt wurde.
Von Paris aus unternahm sie (mit drei Kindern) eine  siebenmonatige Spanienreise, auf der sie spanische Kunstwerke katalogisierte und beschrieb.
Johann Wolfgang von Goethe schätzte diese Arbeiten sehr und veröffentlichte sie teilweise, allerdings ohne Nennung ihres Namens.
Ihre Lieblingsstadt war Rom, wo sie besonderen Kontakt zu den dort lebenden deutschen Künstlern pflegte (Gottlieb Schick, Christian Friedrich Tieck, Bertel Thorvaldsen, Wilhelm von Schadow, Karl Wilhelm Wach), die sie förderte und von denen sie Werke erwarb. Eine intensive Freundschaft verband sie mit dem Bildhauer Christian Daniel Rauch.
Bei ihrer ersten Ankunft 1802 in Rom bezogen sie zunächst Quartier in der Villa Malta, in der auch Friederike Brun mit Tochter Ida und Freund Karl Viktor von Bonstetten wohnten. Mit Friederike Brun pflegte Caroline von Humboldt eine lebenslange Freundschaft und Korrespondenz.
Auch in Berlin führte Caroline von Humboldt eine Art Literarischen Salon, in dem sich die Größen ihrer Zeit, Staatsmänner, Wissenschaftler und Literaten trafen. Durch ihre umfangreiche Korrespondenz mit bedeutenden Persönlichkeiten beteiligte sie sich an den aktuellen Diskussionen und nahm maßgeblichen Einfluss auf die Schriften ihres Mannes.
Nach ihrem Tod wurde Caroline von Humboldt zunächst provisorisch auf dem Kirchhof in Dorf Tegel beigesetzt und nach Fertigstellung der von Karl Friedrich Schinkel eigens für sie gestalteten Grabstätte im Schlosspark Tegel dort endgültig beerdigt. Die Grabstätte gilt seitdem als Familiengrabstätte der Familie von Humboldt. Caroline war die letzte Vertreterin der Familie von Dachröden.

## Kinder
Caroline und Wilhelm von Humboldt hatten acht Kinder:
- Caroline von Humboldt (* 16. Mai 1792 in Erfurt; † 19. Januar 1837 in Berlin) blieb unverheiratet.
- Wilhelm von Humboldt (* 5. Mai 1794 in Jena; † 15. August 1803 in Ariccia). Begraben auf dem Friedhof an der Cestius-Pyramide in Rom.
- Eduard Emil Theodor von Humboldt-Dachroeden (* 19. Januar 1797 in Jena; † 26. Juli 1871 in Berlin) ⚭ Mathilde von Heineken (* 4. Mai 1800; † 19. September 1881), ab dem 3. Oktober 1809 von Humboldt genannt Dachroeden[6]
- Aurora Raffaele Adelheid von Humboldt (* 17. Mai 1800 in Paris; † 14. Dezember 1856 in Berlin) ⚭ August von Hedemann (1785–1859)
- Gabriele von Humboldt (* 28. Mai 1802 in Berlin; † 16. April 1887 ebenda) ⚭ Heinrich von Bülow (1792–1846)
- Louise von Humboldt (* 2. Juli 1804 in Paris; † 18. Oktober 1804 ebenda). Zur Geburt war sie mit Tochter Caroline, Sohn Theodor und ihrem Arzt Heinrich Kohlrausch nach Paris gefahren.
- Gustav von Humboldt (* 7. Januar 1806 in Rom; † 12. November 1807 ebenda). Begraben auf dem Friedhof an der Cestius-Pyramide in Rom.
- Hermann von Humboldt (* 23. April 1809 in Rom; † 29. Dezember 1870 in Friedrichseck) ⚭ Eleonore Camilla Priscilla von Reitzenstein (* 27. Mai 1827; † 16. Dezember 1871), aus dem Haus Schwarzenstein

## Ehrungen
- Caroline-von-Humboldt-Preis der Humboldt-Universität zu Berlin[7]
- Caroline-von-Humboldt-Weg, Berlin-Mitte[8]
- Caroline-von-Humboldt-Gymnasium in Minden, 1988 Angliederung an das Herder-Gymnasium Minden